# 東京フード
東京フード株式会社（とうきょうフード）は、茨城県つくば市上大島にある食品メーカー。

## 沿革
- 1967年 - 菓子製造業として発足し、千葉県市川市にてチョコレート製造加工を開始
- 1971年 - チョコレート工場を従来地より茨城県土浦市に移転
- 1983年 - 業務用チョコレート製造開始。
- 1985年 - 事業拡大に伴い現在地に移転。
- 1992年 - 生産量増加に伴い既存工場に原料倉庫を増設。
- 1999年 - 事業規模の拡大による生産設備の増強を図る為、既存工場の一部を地上４階建てに増築。
- 2006年 - 生産量増加に伴い既存工場に成型ライン・充填ラインを増設。
- 2007年 - 開発業務の充実と従業員の福利厚生のため、新事務研究棟を竣工、旧事務棟を福利厚生棟に改築し現在に至る。
- 2014年 - 生産設備増強とアレルギー対応強化の為、新工場を増設。
- 2015年 - アペニンコーポレーション筑波工場（包装部門）を統合し、東京フード第二工場として稼働を開始。